# Elezioni regionali in Toscana del 2005
Le elezioni regionali italiane del 2005 in Toscana si sono tenute il 3 e 4 aprile, contestualmente ad altre 13 regioni chiamate al voto: Piemonte, Lombardia, Veneto, Liguria, Emilia-Romagna, Umbria, Marche, Lazio, Abruzzo, Campania, Puglia, Basilicata e Calabria. Esse hanno visto la vittoria del presidente uscente Claudio Martini, sostenuto dal centro-sinistra, che ha sconfitto Alessandro Antichi, sostenuto dalla Casa delle Libertà.

## Affluenza alle urne
L'affluenza definitiva è stata pari al 71,35%, per un totale di 2.156.460 votanti su 3.022.353 cittadini elettori.
| Provincia     | Affluenza |
| ------------- | --------- |
| Toscana       | 71,35%    |
| Arezzo        | 73,77%    |
| Firenze       | 74,10%    |
| Grosseto      | 72,41%    |
| Livorno       | 69,73%    |
| Lucca         | 64,15%    |
| Massa-Carrara | 64,35%    |
| Pisa          | 72,37%    |
| Pistoia       | 70,85%    |
| Prato         | 70,63%    |
| Siena         | 76,21%    |

## Risultati
|                                              | Claudio Martini (Toscana Democratica) ✔️ Presidente | 1 185 374 | 57,37 | Uniti nell'Ulivo                     | 880 876   | 48,77 | 33 |  |  |
| Partito dei Comunisti Italiani               | Claudio Martini (Toscana Democratica) ✔️ Presidente | 1 185 374 | 57,37 | 77 126                               | 4,27      | 3     |    |  |  |
| Federazione dei Verdi                        | Claudio Martini (Toscana Democratica) ✔️ Presidente | 1 185 374 | 57,37 | 50 235                               | 2,78      | 2     |    |  |  |
| Italia dei Valori                            | Claudio Martini (Toscana Democratica) ✔️ Presidente | 1 185 374 | 57,37 | 15 879                               | 0,88      | –     |    |  |  |
|                                              | Alessandro Antichi (Per la Toscana)                 | 678 491   | 32,84 | Forza Italia                         | 310 427   | 17,19 | 10 |  |  |
| Alleanza Nazionale                           | Alessandro Antichi (Per la Toscana)                 | 678 491   | 32,84 | 196 478                              | 10,88     | 7     |    |  |  |
| Unione dei Democratici Cristiani e di Centro | Alessandro Antichi (Per la Toscana)                 | 678 491   | 32,84 | 66 186                               | 3,66      | 3     |    |  |  |
| Lega Nord                                    | Alessandro Antichi (Per la Toscana)                 | 678 491   | 32,84 | 22 884                               | 1,27      | –     |    |  |  |
|                                              | Luca Ciabatti                                       | 151 560   | 7,33  | Partito della Rifondazione Comunista | 148 103   | 8,20  | 5  |  |  |
|                                              | Renzo Macelloni                                     | 30 062    | 1,45  | Socialisti e Laici                   | 23 379    | 1,29  | –  |  |  |
|                                              | Marzio Gozzoli                                      | 20 845    | 1,01  | Alternativa Sociale                  | 14 651    | 0,81  | –  |  |  |
| Totale                                       | Totale                                              | 2 066 332 | 100   |                                      | 1 806 214 | 100   | 63 |  |  |
|                                              |                                                     |           |       |                                      |           |       |    |  |  |
| Schede bianche                               | Schede bianche                                      | 31 736    | 1,47  |                                      |           |       |    |  |  |
| Schede nulle                                 | Schede nulle                                        | 58 392    | 2,71  |                                      |           |       |    |  |  |
| Votanti                                      | Votanti                                             | 2 156 460 | 71,35 |                                      |           |       |    |  |  |
| Elettori                                     | Elettori                                            | 3 022 353 |       |                                      |           |       |    |  |  |

1. ↑  Include Nuovo PSI - Partito Repubblicano Italiano - Partito Liberale Italiano - Liste civiche

## Consiglieri eletti
| Collegio           | Lista                                        | Eletto                 |
| ------------------ | -------------------------------------------- | ---------------------- |
| Collegio regionale | Toscana Democratica                          | Claudio Martini        |
| Collegio regionale | Uniti nell'Ulivo                             | Riccardo Nencini       |
| Collegio regionale | Uniti nell'Ulivo                             | Rosanna Pugnalini      |
| Collegio regionale | Comunisti Italiani                           | Luciano Ghelli         |
| Collegio regionale | Federazione dei Verdi                        | Fabio Roggiolani       |
| Collegio regionale | Per la Toscana                               | Alessandro Antichi     |
| Collegio regionale | Rifondazione Comunista                       | Monica Sgherri         |
| Firenze            | Uniti nell'Ulivo                             | Riccardo Conti         |
| Firenze            | Uniti nell'Ulivo                             | Gianluca Parrini       |
| Firenze            | Uniti nell'Ulivo                             | Pieraldo Ciucchi       |
| Firenze            | Uniti nell'Ulivo                             | Vittorio Bugli         |
| Firenze            | Uniti nell'Ulivo                             | Alessia Petraglia      |
| Firenze            | Uniti nell'Ulivo                             | Adriano Chini          |
| Firenze            | Uniti nell'Ulivo                             | Erasmo D'Angelis       |
| Firenze            | Uniti nell'Ulivo                             | Paolo Cocchi           |
| Firenze            | Uniti nell'Ulivo                             | Filippo Fossati        |
| Firenze            | Forza Italia                                 | Denis Verdini          |
| Firenze            | Forza Italia                                 | Paolo Bartolozzi       |
| Firenze            | Alleanza Nazionale                           | Achille Totaro         |
| Firenze            | Rifondazione Comunista                       | Niccolò Pecorini       |
| Firenze            | Comunisti Italiani                           | Eduardo Bruno          |
| Firenze            | Unione dei Democratici Cristiani e di Centro | Marco Carraresi        |
| Firenze            | Federazione dei Verdi                        | Mario Lupi             |
| Arezzo             | Uniti nell'Ulivo                             | Enzo Brogi             |
| Arezzo             | Uniti nell'Ulivo                             | Ilio Pasqui            |
| Arezzo             | Uniti nell'Ulivo                             | Mauro Ricci            |
| Arezzo             | Forza Italia                                 | Rossella Angiolini     |
| Arezzo             | Alleanza Nazionale                           | Maurizio Bianconi      |
| Grosseto           | Uniti nell'Ulivo                             | Anna Rita Bramerini    |
| Grosseto           | Uniti nell'Ulivo                             | Giancarlo Tei          |
| Grosseto           | Forza Italia                                 | Stefania Fuscagni      |
| Grosseto           | Alleanza Nazionale                           | Andrea Agresti         |
| Livorno            | Uniti nell'Ulivo                             | Andrea Manciulli       |
| Livorno            | Uniti nell'Ulivo                             | Virgilio Simonti       |
| Livorno            | Uniti nell'Ulivo                             | Pier Paolo Tognocchi   |
| Livorno            | Forza Italia                                 | Leopoldo Provenzali    |
| Livorno            | Rifondazione Comunista                       | Aldo Manetti           |
| Livorno            | Alleanza Nazionale                           | Marcella Amadio        |
| Lucca              | Uniti nell'Ulivo                             | Massimo Toschi         |
| Lucca              | Uniti nell'Ulivo                             | Marco Remaschi         |
| Lucca              | Forza Italia                                 | Maurizio Dinelli       |
| Lucca              | Alleanza Nazionale                           | Giuliana Loris Baudone |
| Lucca              | Comunisti Italiani                           | Marco Montemagni       |
| Lucca              | Unione dei Democratici Cristiani e di Centro | Giuseppe Del Carlo     |
| Massa-Carrara      | Uniti nell'Ulivo                             | Anna Annunziata        |
| Massa-Carrara      | Forza Italia                                 | Jacopo Ferri           |
| Pisa               | Uniti nell'Ulivo                             | Enrico Rossi           |
| Pisa               | Uniti nell'Ulivo                             | Federico Gelli         |
| Pisa               | Uniti nell'Ulivo                             | Alfonso Lippi          |
| Pisa               | Uniti nell'Ulivo                             | Fabiana Angiolini      |
| Pisa               | Forza Italia                                 | Piero Pizzi            |
| Pisa               | Alleanza Nazionale                           | Virgilio Luvisotti     |
| Pisa               | Rifondazione Comunista                       | Roberta Fantozzi       |
| Pisa               | Unione dei Democratici Cristiani e di Centro | Luca Paolo Titoni      |
| Pistoia            | Uniti nell'Ulivo                             | Agostino Fragai        |
| Pistoia            | Uniti nell'Ulivo                             | Caterina Bini          |
| Pistoia            | Forza Italia                                 | Anna Maria Celesti     |
| Pistoia            | Alleanza Nazionale                           | Roberto Benedetti      |
| Prato              | Uniti nell'Ulivo                             | Fabrizio Mattei        |
| Prato              | Uniti nell'Ulivo                             | Ambra Giorgi           |
| Prato              | Forza Italia                                 | Alberto Magnolfi       |
| Siena              | Uniti nell'Ulivo                             | Alessandro Starnini    |
| Siena              | Uniti nell'Ulivo                             | Alberto Monaci         |
| Siena              | Uniti nell'Ulivo                             | Bruna Giovannini       |